# بیشاپزگیت
longitudeبیشاپزگیتlatitudeبیشاپزگیت
بیشاپزگیت (به انگلیسی: Bishopsgate) یک خیابان قدیمی در لندن است.
این خیابان که در سیتی لندن واقع شده بخشی از جاده ای۱۰ (انگلستان) می‌باشد، خیابان بیشاپزگیت در حالی که از پر رفت‌وآمدترین خیابان‌های لندن است اما در سال ۲۰۱۱ میلادی تنها ۲۲۲ نفر فرد ساکن داشته است.

## نگارخانه

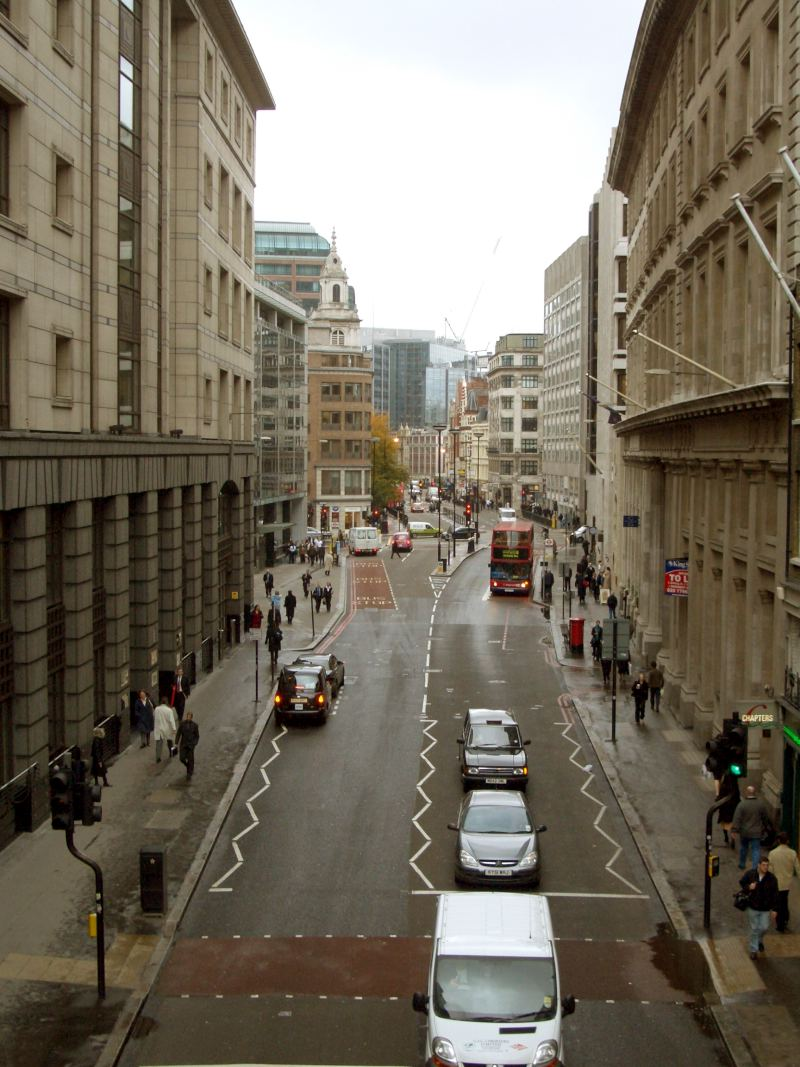
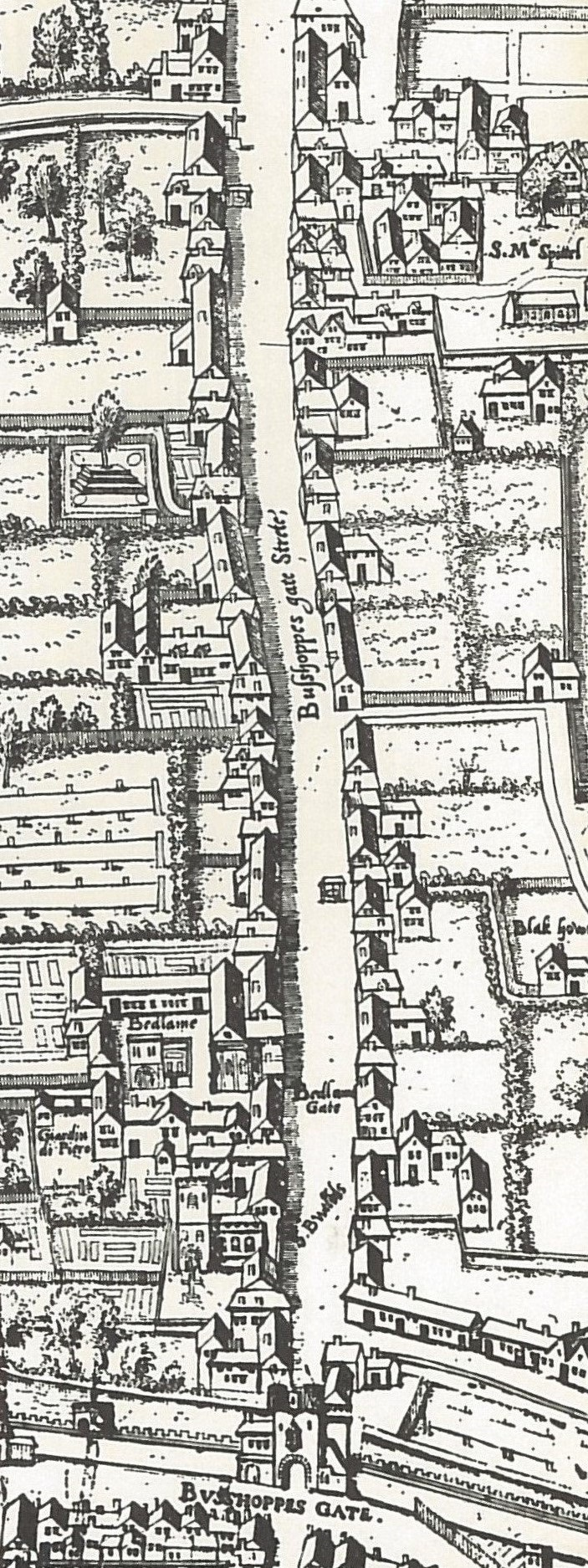
Bishopsgate and the extramural part of Bishopsgate Street, as shown on the "Copperplate" map of London of the 1550s
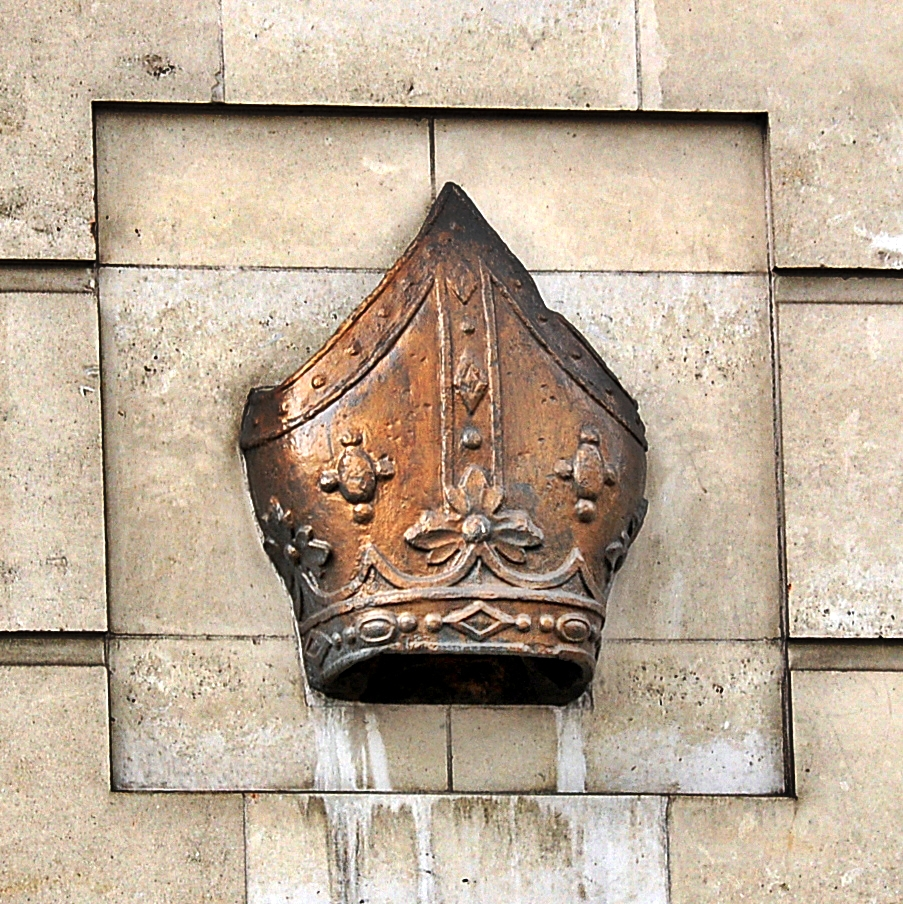
The bishop's mitre at Bishopsgate's junction with Wormwood Street
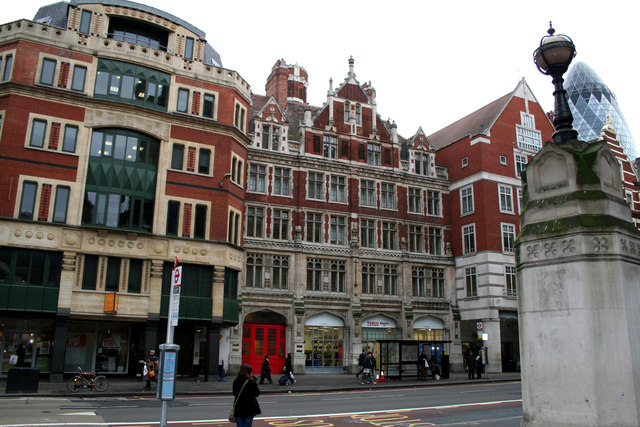
A former سازمان آتش‌نشانی لندن station on Bishopsgate (designed by Robert Pearsall), now a supermarket
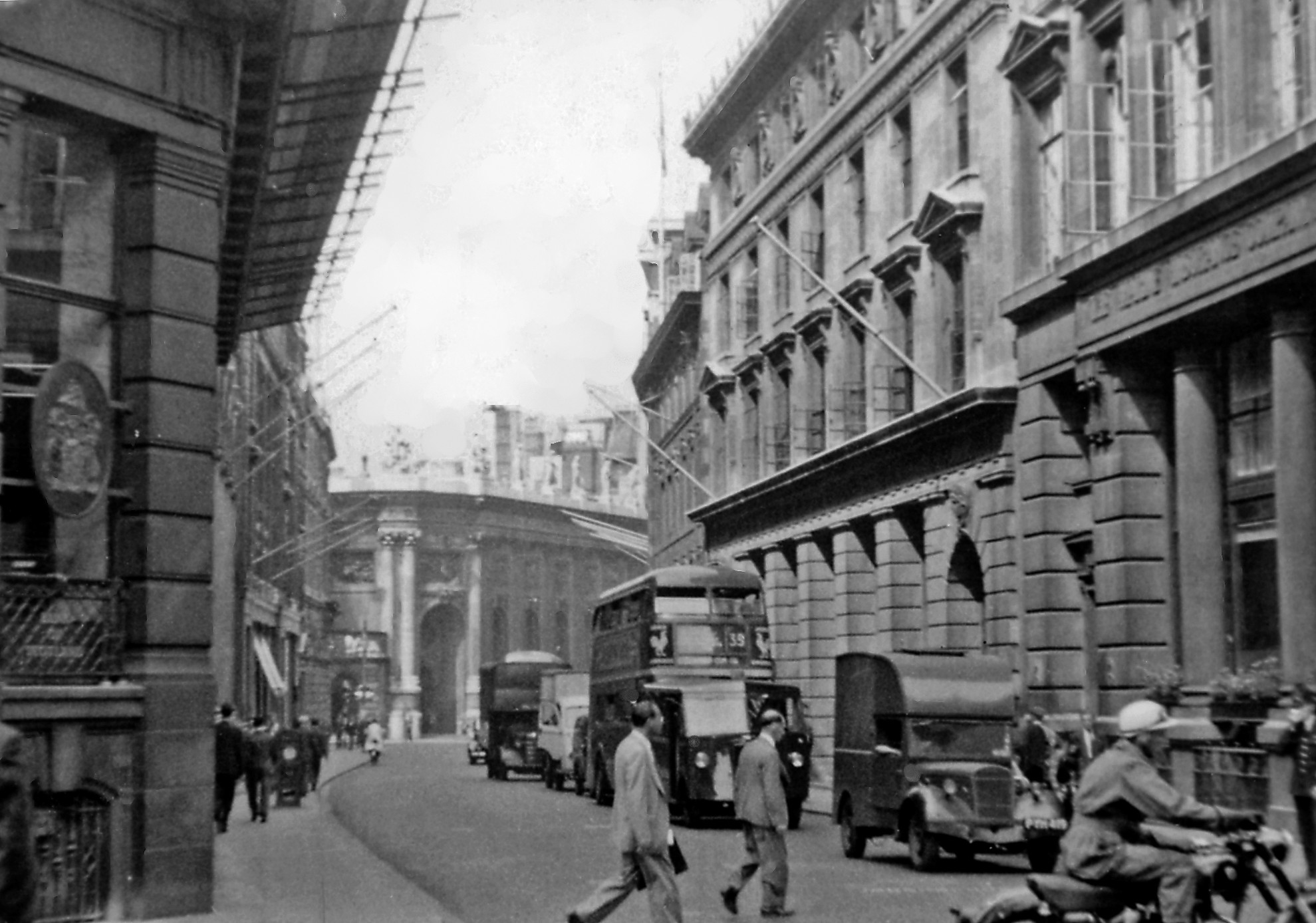
The southernmost portion of Bishopsgate pictured in 1955, looking north toward the National Provincial Bank
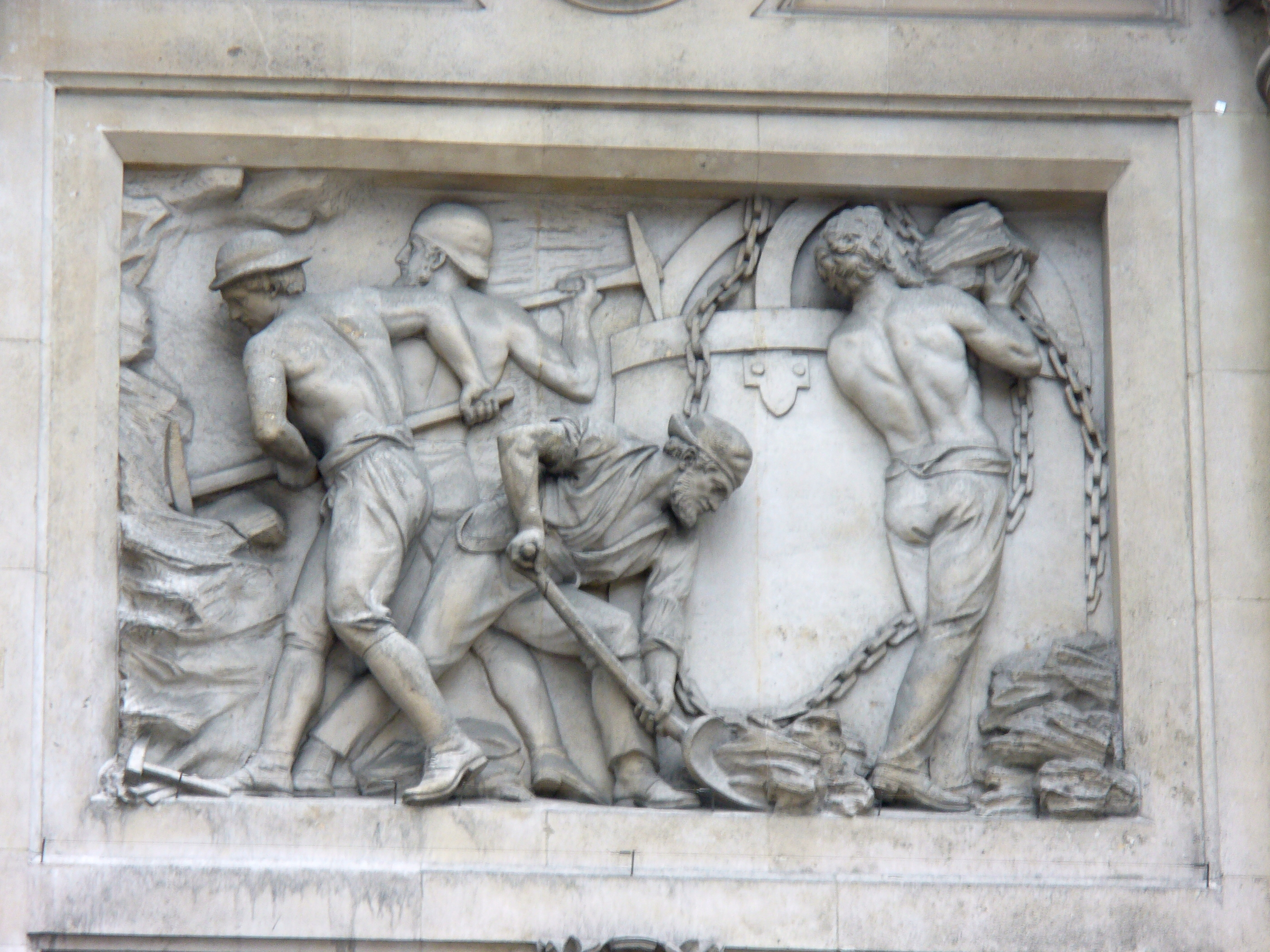
Bas relief on the former National Provincial Bank
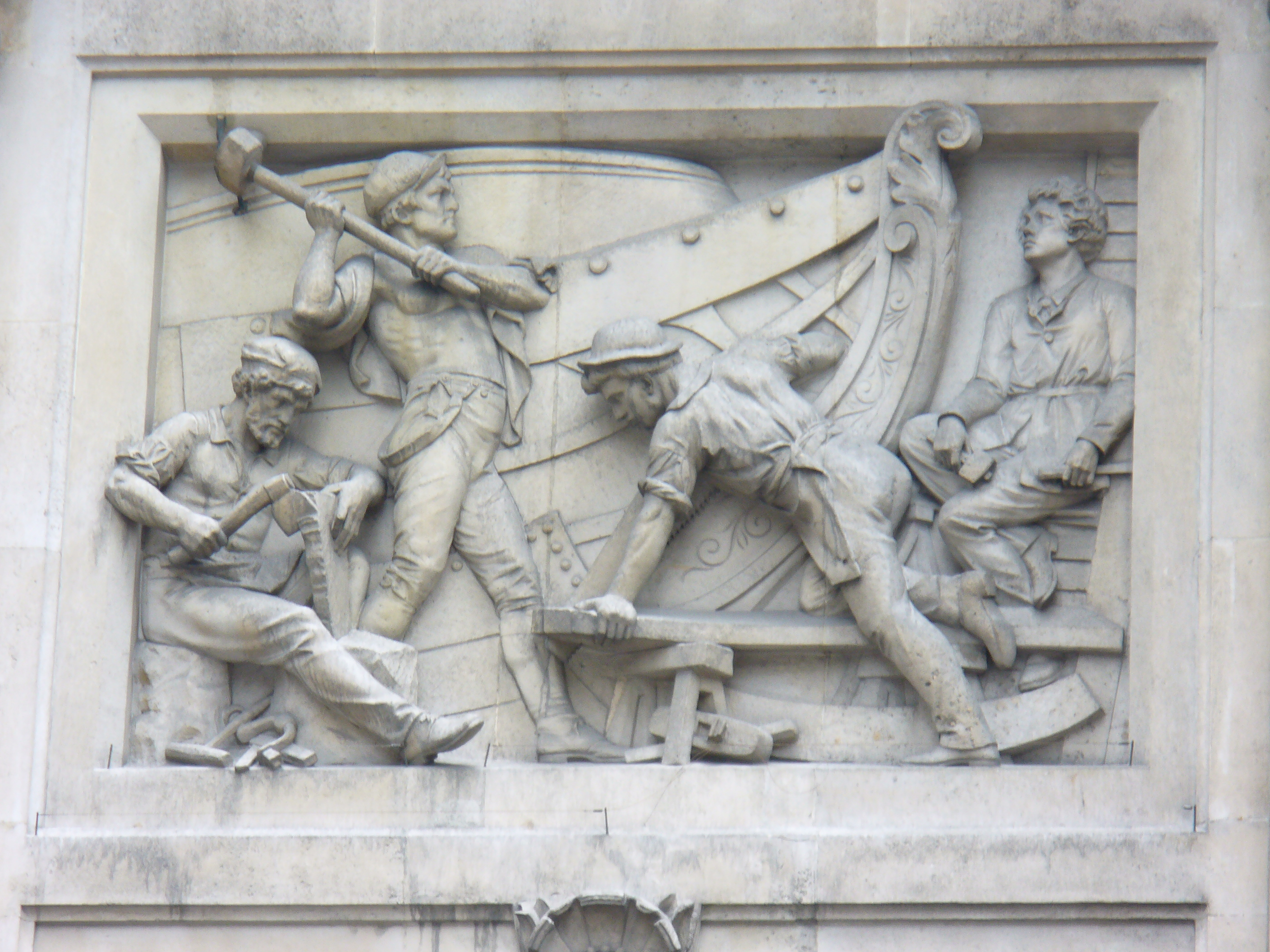
From the same building
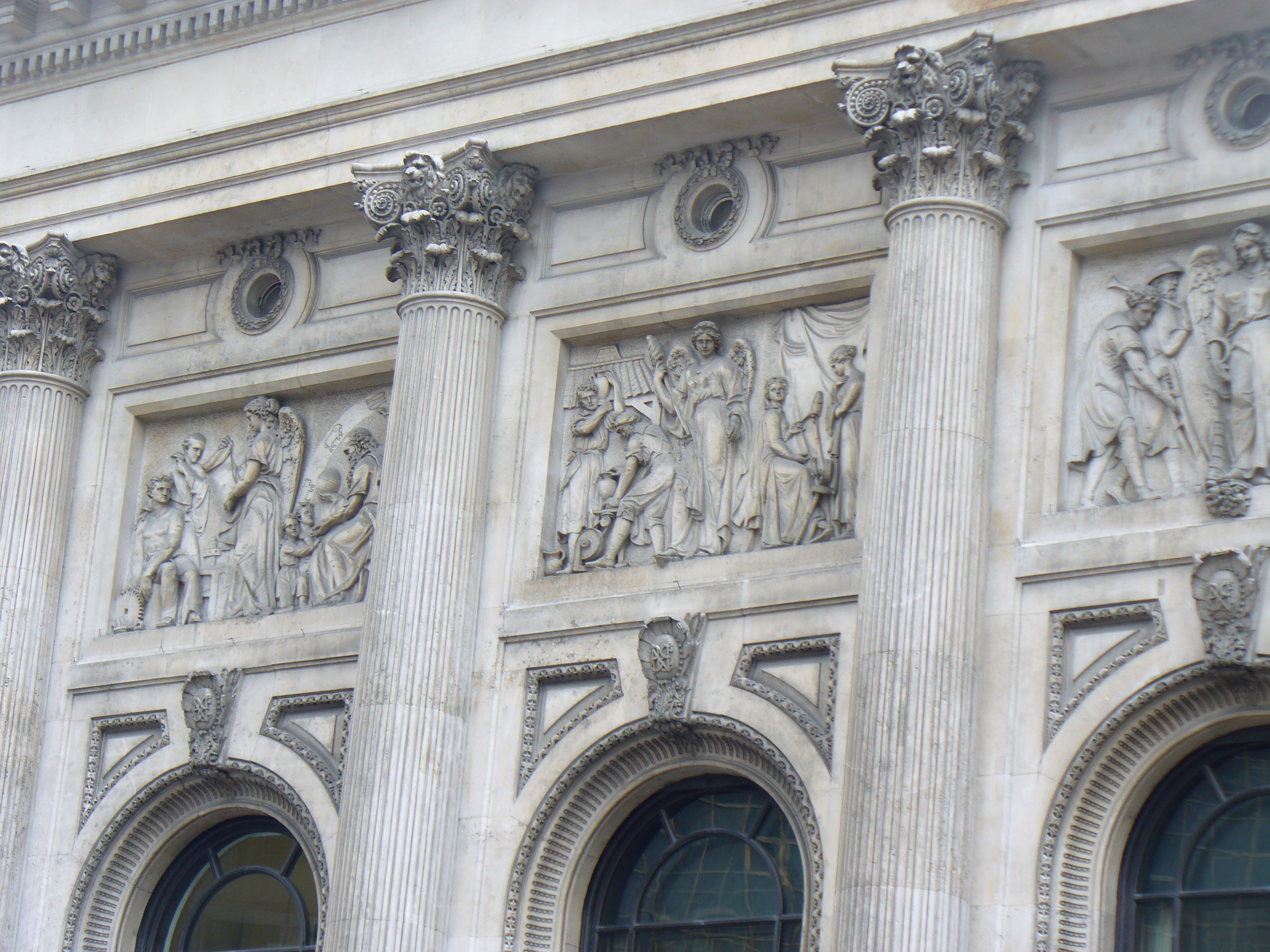
Overview of another part of the building